# هیولایی از خون (فیلم)
هیولایی از خون (انگلیسی: Beast of Blood) فیلمی در ژانر ترسناک به کارگردانی ادی رومرو است که در سال ۱۹۷۰ منتشر شد. از بازیگران آن می‌توان به جان اشلی و سلست یارنال اشاره کرد.